# Kraljičina straža
Kraljičina straža ili Kraljeva straža, ovisno o spolu vladara, naziv je britanske povijesne vojne postrojbe pješaka i konjanika, čija je uloga zaštita kraljevskih odaja i građevina Britanske monarhije. Članovi straže ujedno su i stalni članovi Britanske vojske. Stražu je kao vojnu i redarstvenu postrojbu 1660. utemeljio engleski kralj Karlo II.
Za vrijeme Drugog svjetskog rata neke kanadske, australske, južnoafričke i novozelandske pukovnije bile su imenovane privremenom Kraljičinom stražom s ciljem jačeg povezivanja bivših britanskih kolonija s Ujedinjenim Kraljevstvom. Završetkom rata, nekolicina kolonijalnih postrojbi dobila je naslov počasnih straža. Biti članom Kraljičine straže smatra se velikom privilegijom u Britanskoj vojsci.

## Vanjske poveznice
- Službene stranice Kraljičine straže (engl.)